# Rivière Saint-Charles (vik)
Rivière Saint-Charles är en vik i Kanada.   Den ligger i provinsen Québec, i den sydöstra delen av landet, 130 km öster om huvudstaden Ottawa.
Trakten runt Rivière Saint-Charles består till största delen av jordbruksmark. Runt Rivière Saint-Charles är det glesbefolkat, med 18 invånare per kvadratkilometer.